# Kurt-Morawietz-Literaturpreis
Der Kurt-Morawietz-Literaturpreis war eine von 1996 bis 2006 vergebene Auszeichnung zur Förderung von Schriftstellerinnen und Schriftstellern der Stadt und der Region Hannover.

## Geschichte
Zu Ehren des verstorbenen Schriftstellers Kurt Morawietz stiftete die Landeshauptstadt Hannover mit Unterstützung der Stadtsparkasse 1995 den mit 5.000 Euro dotierten Preis, der im zweijährlichen Turnus vergeben wurde. Er konnte sowohl für ein Gesamtwerk als auch für ein einzelnes literarisches Werk gleich welcher Gattung verliehen werden. Die Preisträger wurden von einer unabhängigen Fachjury gewählt. Zeitgleich mit dem Gerrit-Engelke-Preis, der auf Initiative von Morawietz 1979 ins Leben gerufen worden war, wurde er 2007 eingestellt zugunsten des dann neu geschaffenen Hölty-Preises für Lyrik.

## Preisträger
- 1996: Hans Georg Bulla;
- 1998: Hannsferdinand Döbler;[4]
- 2000: Wolfram Hänel;[4]
- 2002: Kirsten John;
- 2004: Hanjo Kesting;
- 2006: Eike Christian Hirsch.[6]